# Војновец Калнички
Војновец Калнички је насељено место у саставу општине Калник у Копривничко-крижевачкој жупанији, Република Хрватска.

## Историја
До територијалне реорганизације у Хрватској налазио се у саставу бивше велике општине Крижевци.

## Становништво
На попису становништва 2011. године, Војновец Калнички је имао 122 становника.

## Попис1991.
На попису становништва 1991. године, насељено место Војновец Калнички је имало 217 становника, следећег националног састава:
| Попис 1991.‍ | Попис 1991.‍ | Попис 1991.‍ | Попис 1991.‍ | Попис 1991.‍ |
| ----------- | ----------- | ----------- | ----------- | ----------- |
|             |             |             |             |             |
| Хрвати      | Хрвати      |             | 213         | 98,15%      |
| непознато   | непознато   |             | 4           | 1,84%       |
| укупно: 217 |             |             |             |             |